# Gymnostomum prorepens
Gymnostomum prorepens là một loài rêu trong họ Pottiaceae. Loài này được Hedw. mô tả khoa học đầu tiên năm 1801.